# سیارک ۱۲۱۵۱
سیارک ۱۲۱۵۱ (به انگلیسی: 12151 Oranje-Nassau، نامگذاری:1220T-1) دوازده هزار و صد و پنجاه و یکمین سیارک کشف شده‌است که در ۲۵ مارس ۱۹۷۱ کشف شد.
قدر مطلق سیارک برابر ۱۸.۶ است.